# Kelly Hrudey
Kelly Stephen Hrudey (* 13. Januar 1961 in Edmonton, Alberta) ist ein ehemaliger kanadischer Eishockeytorwart. Während seiner Karriere spielte er für die New York Islanders, Los Angeles Kings und San Jose Sharks in der National Hockey League.

## Karriere
Hrudey spielte zunächst drei Jahre von 1978 bis 1981 bei den Medicine Hat Tigers in der Western Hockey League. In seiner letzten Spielzeit dort war er ins Second All-Star Team der Liga gewählt worden. Zuvor hatten ihn die New York Islanders bereits im NHL Entry Draft 1980 in der zweiten Runde an 38. Position gezogen.
Nach Ende der Saison 1980/81 wechselte der Kanadier jedoch nicht in die NHL, sondern ging vorerst in die Central Hockey League, wo er das Tor der Indianapolis Checkers bis in die Saison 1983/84 hinein hütete. Hrudey wurde in dieser Zeit zweimal ins CHL First All-Star Team gewählt, erhielt zweimal die Terry Sawchuk Trophy, die den Torhüter mit den wenigsten Gegentoren auszeichnete, und wurde je einmal mit der Tommy Ivan Trophy für den besten Spieler der Liga und der Max McNab Trophy für den besten Spieler der Playoffs ausgezeichnet.
Im Verlauf der Saison 1983/84 holten ihn die Islanders dann in die NHL und er wurde in zwölf Spielen eingesetzt. Daraufhin folgte die Nominierung in den Kader der kanadischen Nationalmannschaft für die Olympischen Winterspiele in Sarajevo, doch aufgrund seines Profi-Vertrages mit einem NHL-Team protestierte der US-amerikanische Verband gegen den Einsatz Hrudeys, woraufhin auf eine Teilnahme verzichtet wurde. In der Folge etablierte der Torhüter sich im Kader der New Yorker und spielte dort bis in die Spielzeit 1988/89 hinein. Dabei stellte er im Verlauf der Playoffs der Saison 1986/87 einen Rekord auf, indem er im siebten Spiel des Wales-Conference-Viertelfinales gegen die Washington Capitals, dem sogenannten Easter Epic, insgesamt 73 Schüsse hielt.
Im Februar 1989 wurde Hrudey im Tausch für Mark Fitzpatrick, Wayne McBean und Doug Crossman nach Kalifornien zu den Los Angeles Kings transferiert und spielte dort sieben volle Spielzeiten unter anderem auch mit Wayne Gretzky. In der Saison 1992/93 erreichten die Kings sogar die Stanley-Cup-Finalserie, aber unterlagen den Montréal Canadiens in fünf Spielen. Zur Saison 1996/97 unterschrieb er einen Zweijahresvertrag bei den San Jose Sharks und ließ dort seine Karriere ausklingen, die er im Sommer 1998 beendete.
Danach begann Hrudey als Sportkommentator für die CBC in der Sendung Hockey Night in Canada die Spiele der NHL zu analysieren und wurde 2007 mit einem Gemini Award als bester Studioanalyst ausgezeichnet.

## Erfolge und Auszeichnungen
| - 1981 WHL Second All-Star Team - 1982 CHL First All-Star Team - 1982 Terry Sawchuk Trophy (gemeinsam mit Rob Holland) - 1982 Max McNab Trophy - 1983 CHL First All-Star Team | - 1983 Terry Sawchuk Trophy (gemeinsam mit Rob Holland) - 1983 Tommy Ivan Trophy - 1991 NHL-Spieler des Monats März - 2007 Gemini Award (Bester Studioanalyst) |

### International
- 1986 Bronzemedaille bei der Weltmeisterschaft
- 1987 Goldmedaille beim Canada Cup

## NHL-Statistik
(Legende zur Torhüterstatistik: GP oder Sp = Spiele insgesamt; W oder S = Siege; L oder N = Niederlagen; T oder U oder OT = Unentschieden oder Overtime- bzw. Shootout-Niederlage; Min. = Minuten; SOG oder SaT = Schüsse aufs Tor; GA oder GT = Gegentore; SO = Shutouts; GAA oder GTS = Gegentorschnitt; Sv% oder SVS% = Fangquote; EN = Empty Net Goal; 1 Play-downs/Relegation; Kursiv: Statistik nicht vollständig)